# سیارک ۱۵۷۱۶
سیارک ۱۵۷۱۶ (به انگلیسی: 15716 Narahara، نامگذاری:1989WY1) پانزده هزار و هفتصد و شانزدهمین سیارک کشف شده‌است که در ۲۹ نوامبر ۱۹۸۹ کشف شد.
قدر مطلق سیارک برابر ۳۳.۸ است.